# Fort Klamath (Oregon)
Pour l’article homonyme, voir Fort Klamath.
Fort Klamath est une communauté non incorporée du comté de Klamath, dans l'Oregon, aux États-Unis. Elle est située à un kilomètre et demi de l'ancien poste militaire de Fort Klamath, qui lui donne son nom.